# Zachariah Chandler
Pour les articles homonymes, voir Chandler.
Zachariah Chandler, né le 10 décembre 1813 à Bedford (New Hampshire) et mort le 1er novembre 1879 à Chicago (Illinois), est un homme politique américain. Membre du Parti whig puis du Parti républicain, il est maire de Détroit entre 1851 et 1852, sénateur du Michigan entre 1857 et 1875 puis en 1879, et secrétaire à l'Intérieur entre 1875 et 1879 dans l'administration du président Ulysses S. Grant.

## Biographie
Durant l'administration Grant, il s'associe à quelques autres politiciens et à l'établissement bancaire de Jay Cooke pour s'emparer de la direction des Travaux publics du district de Columbia et y détourner 17 millions de dollars via des contrats frauduleux.

## Sources
- (en) Cet article est partiellement ou en totalité issu de l’article de Wikipédia en anglais intitulé « Zachariah Chandler » (voir la liste des auteurs).